# District Council of Ceduna
District Council of Ceduna is een Local Government Area (LGA) in de Australische deelstaat Zuid-Australië.